# Hayato Ochi
Hayato Ochi (越智 隼人 Ochi Hayato?), född 17 juli 1982 i Saitama prefektur, är en japansk före detta fotbollsspelare.
Ochi började sin karriär 2001 i Cerezo Osaka. 2003 flyttade han till Montedio Yamagata. Han avslutade karriären 2004.